# Grijs kalkkopje
Het grijs kalkkopje (Physarum cinereum) is een slijmzwam behorend tot de familie Physaraceae. Het leeft saprotroof op dood blad, stengels en plantaardig afval.

## Kenmerken
De sporangia en/of korte plasmodiocarpen staan zittend in groepen. Ze hebben een diameter van 0,3 tot 0,5 mm. Ze zijn zijn driemaal zo lang als hoog en hebben hiermee een bolvormig tot worstvormig uiterlijk. Ze zittend met een brede voet vast aan het substraat. De kleur is asgrijs, gris met witte aderen of bijna wit. Het hypothallus heeft geen kleur. Het peridium is kleurloos of lichtbruin met ietwat witte kalk geïnrusteerd. Er is geen columella. Het capillitium net bestaat uit een fijnmazig netwerk van kleurloze buizen. Er zijn kalklichamen talrijk aanwezig. Deze zijn klein en verschillend van vorm.
De sporen zijn bruin in bulk en bleek bruin met doorvallend licht. De vorm is rond en de diameter (7-) 9-11 (-12) micron. Ze zijn bezet met zeer fijne wratjes en stekeltjes.  
Het plasmodium is wit of geel.

## Verspreiding
In Nederland komt het grijs kalkkopje vrij zeldzaam voor. 